# 阿克维尔 (卡尔瓦多斯省)
阿克维尔（法語：Acqueville，法語發音：[akvil] ⓘ）是法国卡尔瓦多斯省的一个旧市镇，属于卡昂区。2019年，阿克维尔与临近的4个市镇合并为新市镇塞尼莱苏尔斯。

## 地理
阿克维尔（48°58'18"N, 0°22'0"W）面积6.65 平方千米，位于法国诺曼底大区卡爾瓦多斯省，该省份为法国西北部沿海省份，北濒大西洋英吉利海峡，东北与滨海塞纳省以海上边界相接，东临厄尔省，南至奧恩省，西与芒什省接壤。
与阿克维尔接壤的市镇（或旧市镇、城区）包括：昂戈维尔、塞尼布瓦阿尔布、马尔坦维尔、梅莱、穆利讷、图尔讷比。
阿克维尔的时区为UTC+01:00、UTC+02:00（夏令时）。

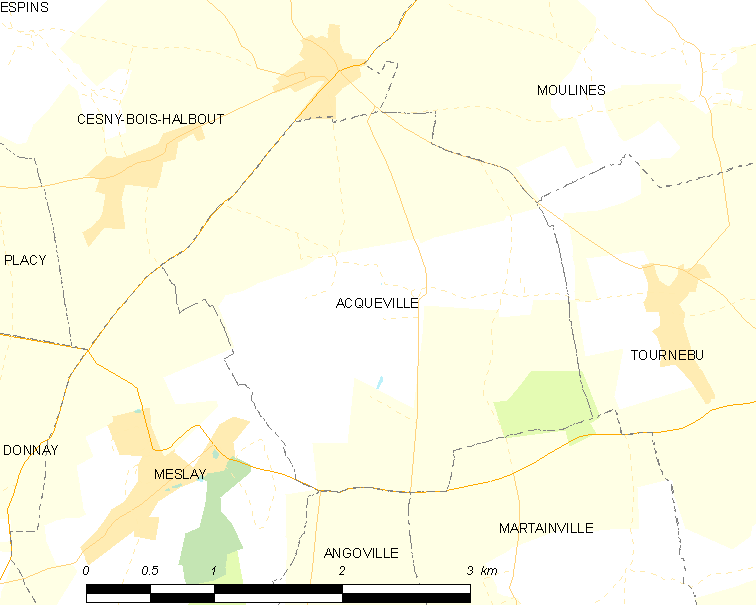
阿克维尔的OSM定位图

## 行政
阿克维尔的邮政编码为14220，INSEE市镇编码为14002。

## 政治
阿克维尔所属的省级选区为勒奥姆县。

## 人口

1962-2008年间阿克维尔人口变化图示

阿克维尔于2018年1月1日时的人口数量为187人。